# Póvoa (stacja kolejowa)
Póvoa (port: Estação Ferroviária de Póvoa) – stacja kolejowa w Póvoa de Santa Iria, w regionie Lizbona, w Portugalii. Jest obsługiwana wyłącznie przez pociągi podmiejskie CP Urbanos de Lisboa, w tym przez Linha de Sintra i Linha da Azambuja.

## Charakterystyka
Znajduje się w miejscowości Póvoa de Santa Iria, z dostępem od strony Rua dos Marinheiros.
Posiada cztery tory, wszystkie o długości 301; perony mają 90 cm wysokości i 222 metrów długości.

## Historia
Odcinek między Lizboną i Carregado została otwarta w dniu 28 października 1856. W tym samym czasie otwarto stację kolejową.

## Linie kolejowe
- Linha do Norte